# Autoridad Independiente para la Igualdad de Trato y la No Discriminación
La Autoridad Independiente para la Igualdad de Trato y la No Discriminación es un organismo público español, de carácter independiente, que tiene como objeto la protección y promoción de la igualdad de trato y no discriminación de las personas, tanto en el sector público como en el privado.
La autoridad se vincula a la Administración General del Estado, a través del Ministerio de Igualdad, a los meros efectos organizativos y presupuestarios. Ningún empleado de este organismo puede recibir ni aceptar instrucciones del ministro del ramo o cualquier otra autoridad.

## Historia
Esta Autoridad se creó en el año 2025, en virtud del mandato establecido por la Ley para la igualdad de trato del año 2022. Esta ley establecía su regulación básica, con un mandato de constituir la autoridad en un periodo de seis meses, que no se cumplió.
Dos años y medio después de la entrada en vigor, el Gobierno inició el proceso de constitución con la propuesta de nombramiento de la fiscal María Teresa Verdugo, fiscal delegada de Delitos de Odio y contra la Discriminación de la Fiscalía Provincial de Málaga desde 2011, como primera presidenta del organismo. Tras el visto bueno del nombramiento por parte de la Comisión de Igualdad del Congreso de los Diputados el 6 de mayo de 2025, ese mismo día el Consejo de Ministros aprobó el Real Decreto 360/2025, de 6 de mayo, que vinculaba el organismo al Ministerio de Igualdad, dándole presupuesto, personal y material para el inicio de sus funciones.

## Titular
- María Teresa Verdugo (2025-)[3]